# Mike Völlmin
Michael C. „Mike“ Völlmin (* 13. Mai 1993 in Wilmington, North Carolina) ist ein US-amerikanischer Eishockeyspieler mit Schweizer Staatsbürgerschaft, der seit Juli 2025 beim HC Sierre aus der Swiss League unter Vertrag steht und dort auf der Position des Verteidigers spielt. Zuvor war Völlmin unter anderem sieben Spielzeiten für den Genève-Servette HC in National League aktiv.

## Karriere
Völlmin spielte für die Eishockeymannschaft der New Hampton School im US-Bundesstaat New Hampshire und für die Northern Cyclones aus der Atlantic Junior Hockey League, ehe er sich im Sommer 2012 am Babson College in Wellesley im US-Bundesstaat Massachusetts einschrieb. Dort spielte er vier Jahre lang für die Beavers, die Eishockey-Mannschaft der Hochschule.
Im Dezember 2015 absolvierte Völlmin ein Probetraining beim Schweizer Zweitligisten SC Langenthal und unterschrieb im März 2016 nach dem Ende seiner College-Laufbahn seinen ersten Kontrakt als Berufsspieler beim SCL in der National League B (NLB). In der Saison 2016/17 wurde er mit Langenthal Meister der NLB. Im Februar 2018 gab der Genève-Servette HC aus der National League Völlmins Verpflichtung zum Spieljahr 2018/19 bekannt. Mit den Genfern gewann der US-Amerikaner im Frühjahr 2023 die Schweizer Meisterschaft sowie ein Jahr später den Titel in der Champions Hockey League. Im Sommer 2025 verließ Völlmin den GSHC nach sieben Spielzeiten und schloss sich dem HC  Sierre aus der Swiss League an.

## Erfolge und Auszeichnungen
- 2017 Meister der NLB mit dem SC Langenthal
- 2023 Schweizer Meister mit dem Genève-Servette HC
- 2024 Champions-Hockey-League-Gewinn mit dem Genève-Servette HC

## Karrierestatistik
Stand: Ende der Saison 2024/25
(Legende zur Spielerstatistik: Sp oder GP = absolvierte Spiele; T oder G = erzielte Tore; V oder A = erzielte Assists; Pkt oder Pts = erzielte Scorerpunkte; SM oder PIM = erhaltene Strafminuten; +/− = Plus/Minus-Bilanz; PP = erzielte Überzahltore; SH = erzielte Unterzahltore; GW = erzielte Siegtore; 1 Play-downs/Relegation; Kursiv: Statistik nicht vollständig)